# Ткаченко, Юрий Михайлович
Юрий Михайлович Ткаченко (17 июля 1964, Одесса, УССР) — российский оперно-симфонический  дирижёр и педагог  . Выпускник кафедры оперно-симфонического дирижирования Российской академии музыки имени Гнесиных. Заслуженный артист Российской Федерации (2002 ), Заслуженный деятель искусств Республики Дагестан (2014).   Художественный руководитель  и главный дирижер  Оренбургского государственного симфонического  оркестра  ( с 2023 ) Профессор оперно-симфонического дирижирования Новосибирской государственной консерватории имени М.И. Глинки (2021 ). Однин из лучших исполнителей русской классической и западно-европейской романтической музыки среди своего  поколения дирижеров, признанный мастер аккомпанемента. 
В 1995—1997 годах — дирижёр-ассистент Академического Большого симфонического оркестра имени П. И. Чайковского (художественный руководитель и главный дирижер - Народный артист СССР Владимир Федосеев).
С 1997 года Юрий Ткаченко активно гастролирует, выступает в качестве приглашенного дирижёра с ведущими оркестрами России, ближнего и дальнего зарубежья, среди которых: Государственный академический симфонический оркестр имени Е. Ф. Светланова, Российский национальный оркестр (художественный руководитель и главный дирижер - Народный артист РСФСР Михаил Плетнев), оркестры Санкт-Петербургской филармонии (Академический симфонический оркестр, худ. рук. А.Дмитриев и Заслуженный коллектив России, худ. рук. Ю.Темирканов), Симфонический оркестр Государственной академической капеллы имени Глинки, Симфонический оркестр Москвы «Русская филармония», Государственный симфонический оркестр «Новая Россия» (худ.рук Ю.Башмет), Московский государственный академический симфонический оркестр   Московский государственный симфонический оркестр.   Государственный симфонический оркестр Республики Татарстан  (худ. рук.А Сладковский),  оркестры Новосибирской, Нижегородской, Ярославской, Белгородской  Ростовской, Иркутской, Омской,  Волгоградской, Ульяновской   Красноярской  и других российских филармоний, Национальный симфонический оркестр Украины, Львовский филармонический и Национальный Одесский филармонический, Государственный академический симфонический оркестр республики Беларусь, Национальный филармонический оркестр Югославии, Vlaams Radio Orkest (Бельгия), Gyeonggi Philharmonic Orchestra и Prime Philharmonic Orchestra (Ю. Корея) и другие. Приглашенный дирижер  (с 2025 г.) Hanoi  Philharmonic  Orchestra. , 20 марта 2025 на концерте дирижера  с Hanoi Philharmonic  Orchestra присутствовал глава   государства Вьетнам, Генеральный секретарь партии  То Лам.     
Концерты с участием Ю.Ткаченко проходили в Большом зале Московской консерватории, Колонном зале Дома Союзов, Московском международном доме музыки  Концертном зале им. П. И. Чайковского, Большом зале Санкт-Петербургской филармонии им. Д. Д. Шостаковича, в Сантори-холл (Токио), в Арт-Центре (Сеул), в зале Конгресс-Палас и Auditorio Nacional de Musica (Мадрид), Palau de la Musica (Барселона), зале им. Моцарта (Сарагоса), Доме Польского радио (Варшава) и многих других залах мира.
Юрий Ткаченко принимал участие в фестивалях: имени В. Лютославского и «На перекрестке культур» в Польше, «Европалия 2005» в Бельгии, «Сгеsсеndo», «Звезды на Байкале», «Покровская осень» "Белая Сирень" в России, Летний фестиваль в Дубровнике и «Сплитско лето» в Хорватии, фестивале телевидения «Фуджи» в Японии. Выступление дирижёра и оркестра на Третьем Фестивале оркестров мира (Москва, 2008) и Шестом симфоническом форуме (Екатеринбург, 2021) пресса единодушно называла открытием фестиваля.
Главный приглашенный дирижёр Русского Симфонического оркестра фонда П. И. Чайковского (1996), Главный дирижёр Международного юношеского конкурса имени П. И. Чайковского (2005, 2009, 2012, 2014, 2015, 2019) . Официальный дирижер 9-го Международного конкурса юных скрипачей под руководством Захара Брона   III Международного конкурса молодых пианистов Grand Piano Competition (художественный руководитель Денис Мацуев)  Официальный дирижер Первого Международного конкурса пианистов, композиторов и дирижеров имени С.В. Рахманинова (специальность "фортепиано"), на котором совместно с ГАСО имени Светланова  аккомпанировал финалистам на третьем туре  
Член жюри IX и XI Международного юношеского конкурса имени П. И. Чайковского, главный дирижёр и художественный руководитель Ростовского академического симфонического оркестра (2007—2011). Под руководством и при личной организации гастролей дирижером Ю. Ткаченко с 2005 по 2011 годы концерты  ростовского академического симфонического оркестра состоялись в крупнейших концертных залах Польши, Испании, Италии, Японии, Южной Кореи, Китая. В июне 2008 года под руководством Ю. Ткаченко Ростовский академический симфонический оркестр достойно представил Россию на 3-м  Фестивале симфонических оркестров мира в Москве . Концерт оркестра с большим успехом прошёл в Колонном зале Дома Союзов и получил восторженные оценки музыкальной общественности .
Известный  музыкант, исполнитель и педагог, Народный артист России Захар Брон высоко оценил работу дирижера на Девятом международном скрипичном конкурсе в Новосибирске. Юрий Ткаченко записал 10 компакт-дисков с музыкой И. С. Баха, В. А. Моцарта, Ф.Мендельсона, П. И. Чайковского, Ф.Пуленка и других, в качестве дирижёра участвовал в записи музыки к кинофильмам «Любовь Морковь» , «Наша Маша и волшебный орех» Наша Маша и волшебный орех; песню "О Любви "из к/ф «Экипаж» исп. Ф.Киркоров, которая получила Национальную музыкальную премию 2016 года, и Премию «Лучший саундтрек 2016 года».

## Сотрудничество с солистами
Дирижёр сотрудничает с известными российскими и зарубежными исполнителями, среди которых: Денис Мацуев, Виктор Третьяков, Владимир Овчинников, Максим Федотов, Павел Милюков, Алексей Скавронский, Граф Муржа, Сергей Тарасов, Александр Малофеев,  Екатерина Мечетина, Мирослав Култышев, Владимир Мищук, Борис Андрианов,  Александр Рамм, Татьяна Васильева, Александр Бузлов, Сергей Антонов, Никита Борисоглебский, Сергей Крылов, Анастасия Чеботарева, Николай Саченко, Алексей Бруни, Дмитрий Илларионов, Артем Дервоед, Михаил и Андрей Ивановы, Игорь Бутман, Аркадий Шилклопер, Игорь Федоров, Анна Винницкая, Лилия Зильберштейн, Александр Малофеев, Юко Мифуне, Маюко Камио, Иллиан Гирнет, Е Соа, Лиза Ясуда.